# Gurkovo
Gurkovo (en búlgaro: Гурково) es una ciudad de Bulgaria en la provincia de Stara Zagora.

## Geografía
Se encuentra a una altitud de 321 m s. n. m. a 276 km de la capital nacional, Sofía.

## Demografía
Según estimación 2012 contaba con una población de 2 771 habitantes.
|         | 2004  | 2005  | 2006  | 2007  | 2008  | 2009  | 2010  | 2011  |
| Mujeres | 1 450 | 1 439 | 1 449 | 1 442 | 1 457 | 1 477 | 1 474 | 1 369 |
| Varones | 1 463 | 1 445 | 1 456 | 1 447 | 1 449 | 1 440 | 1 443 | 1 399 |
| Total   | 2 913 | 2 884 | 2 905 | 2 889 | 2 906 | 2 917 | 2 917 | 2 768 |